# Eduardo Cuevas
Eduardo Cuevas (* 20. Juni 1951) ist ein ehemaliger chilenischer Radrennfahrer.

## Sportliche Laufbahn
Cuevas war Bahnradsportler und auch im Straßenradsport aktiv. Er war Teilnehmer der Olympischen Sommerspiele 1984 in Los Angeles. In der Mannschaftsverfolgung wurde Chile mit Lino Aquea, Eduardo Cuevas, Miguel Droguett und Fernando Vera auf dem 14. Rang klassiert. In der Einerverfolgung schied er im Vorlauf gegen Dean Woods aus. 1984 gewann er bei den Panamerikanischen Meisterschaften die Mannschaftsverfolgung.
1982 wurde er Zweiter in der Vuelta a Venezuela.